# Jaylen Brown
Jaylen Marselles Brown (Marietta, 24 de outubro de 1996) é um jogador norte-americano de basquete profissional que atualmente joga no Boston Celtics da National Basketball Association (NBA).
Ele jogou um ano de basquete universitário na Universidade da Califórnia, sendo nomeado pro Primeiro-Time da Pac-12 e Novato do Ano da Pac-12. Declarando para o Draft da NBA de 2016, ele foi selecionado pelos Celtics com a terceira escolha

## Carreira no ensino médio

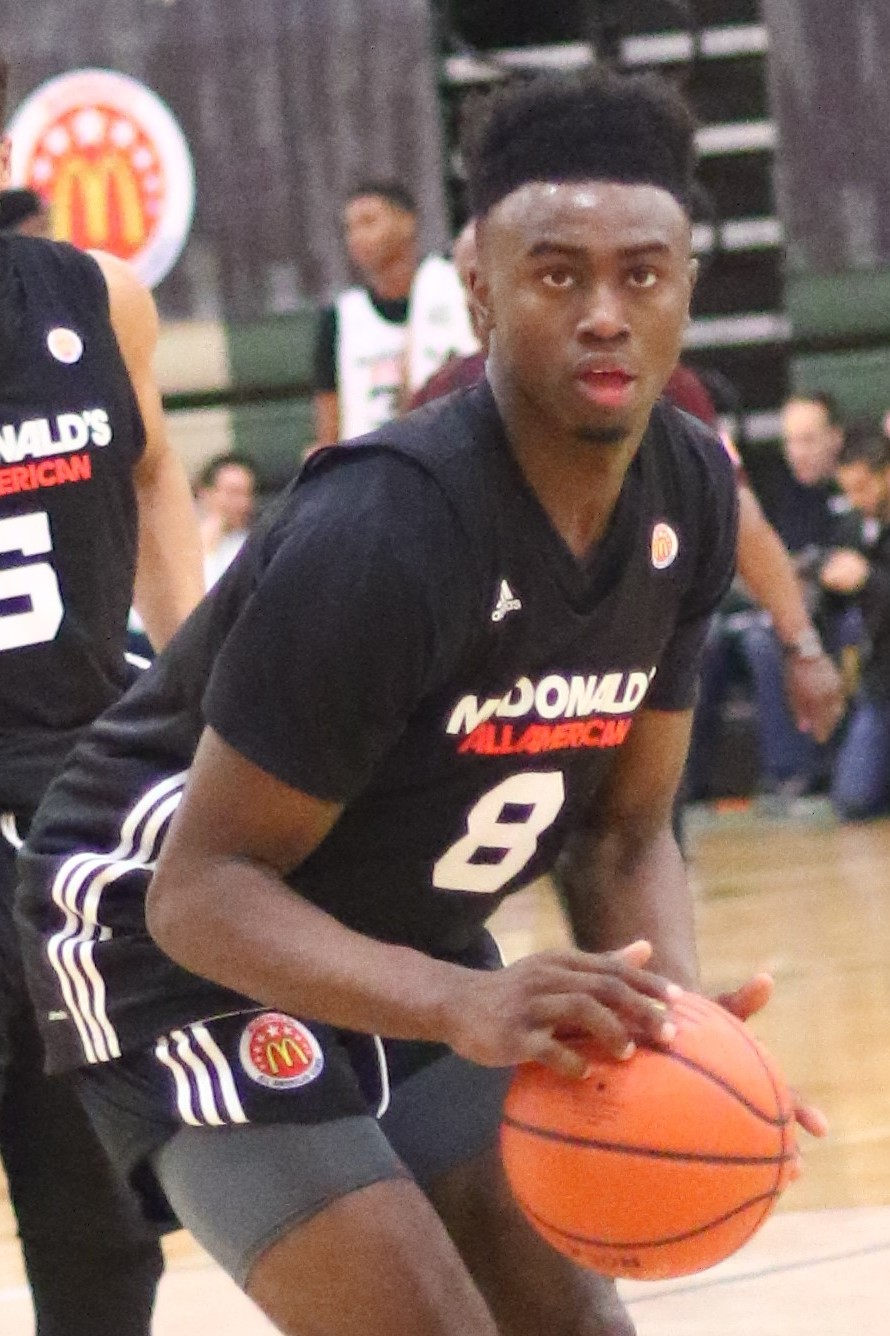
Brown em março de 2015

Brown frequentou a Joseph Wheeler High School em Marietta, Geórgia. Em seu último ano, ele ajudou a levar sua equipe à vitória no campeonato estadual da Georgia High School Association (GHSA). Com 0.6 segundos restantes, Brown acertou dois lances livres para dar a equipe uma vitória por 59-58. Nesse ano, Brown teve médias de 28 pontos e 12 rebotes, enquanto liderava o time para um recorde de 30-3.
Brown foi considerado um recruta de cinco estrelas e classificado pelo Scout.com, ESPN e 247Sports.com como o quarto melhor recruta de sua classe, atrás de Ben Simmons, Skal Labissière e Brandon Ingram. A Rivals.com classificou-o em terceiro na sua classe.
Brown ganhou uma medalha de ouro na Copa América Sub-18 em 2014 como parte da Seleção Nacional dos EUA.
Na conclusão de uma excelente carreira no ensino médio, Brown foi eleito o Melhor Jogador do Ano da Gatorade Georgia Boys, o Jogador do Ano da Geórgia pela USA Today, o Mr. Basketball da Geórgia e o Jogador do Ano da Classe 6A.

### Prospecto universitário
| Nome | Cidade natal                                             | Escola     | Altura | Peso   | Data              |
| --- | -------------------------------------------------------- | ---------- | ------ | ------ | ----------------- |
| Jaylen Brown SF | Alpharetta, Geórgia                                      | Wheeler HS | 2.01 m | 100 kg | 1 de maio de 2015 |
| Jaylen Brown SF | Recruiting star ratings: Scout: Rivals: 247Sports: ESPN: |            |        |        |                   |
| Classificação geral de novatos: Scout: 4º \| Rivals: 3º \| 247sports: 4º \| ESPN: 4º |                                                          |            |        |        |                   |
| - - Nota: Em muitos casos, Scout, Rivals, 247Sports e ESPN podem entrar em conflito em suas listas de altura e peso. Nestes casos, a média foi obtida. As notas da ESPN estão em uma escala de 100 pontos. Fonte: |                                                          |            |        |        |                   |

## Carreira universitária
Em 1 de maio de 2015, Brown se comprometeu a jogar pela Universidade da Califórnia sob o comando do técnico Cuonzo Martin e ao lado do colega recruta Ivan Rabb. Brown fez uma aula de mestrado em Esporte na Educação durante o seu primeiro semestre na universidade. Ele também ganhou alguma fluência em espanhol, afirmando o objetivo de aprender mais três idiomas até os 25 anos de idade.
Em sua única temporada pelo Califórnia Golden Bears, Brown teve médias de 14,6 pontos, 5,4 rebotes e 2,0 assistências em 27,6 minutos. Ele teve seus melhores jogos de pontuação em 27 de novembro de 2015, contra Universidade de Richmond e em 27 de janeiro de 2016, contra Universidade de Utah, registrando 27 pontos em cada jogo.
Brown foi nomeado pro Primeiro-Time da Pac-12 e Novato do Ano da Pac-12.

## Carreira profissional

### Boston Celtics (2016–presente)

#### Temporada de novato

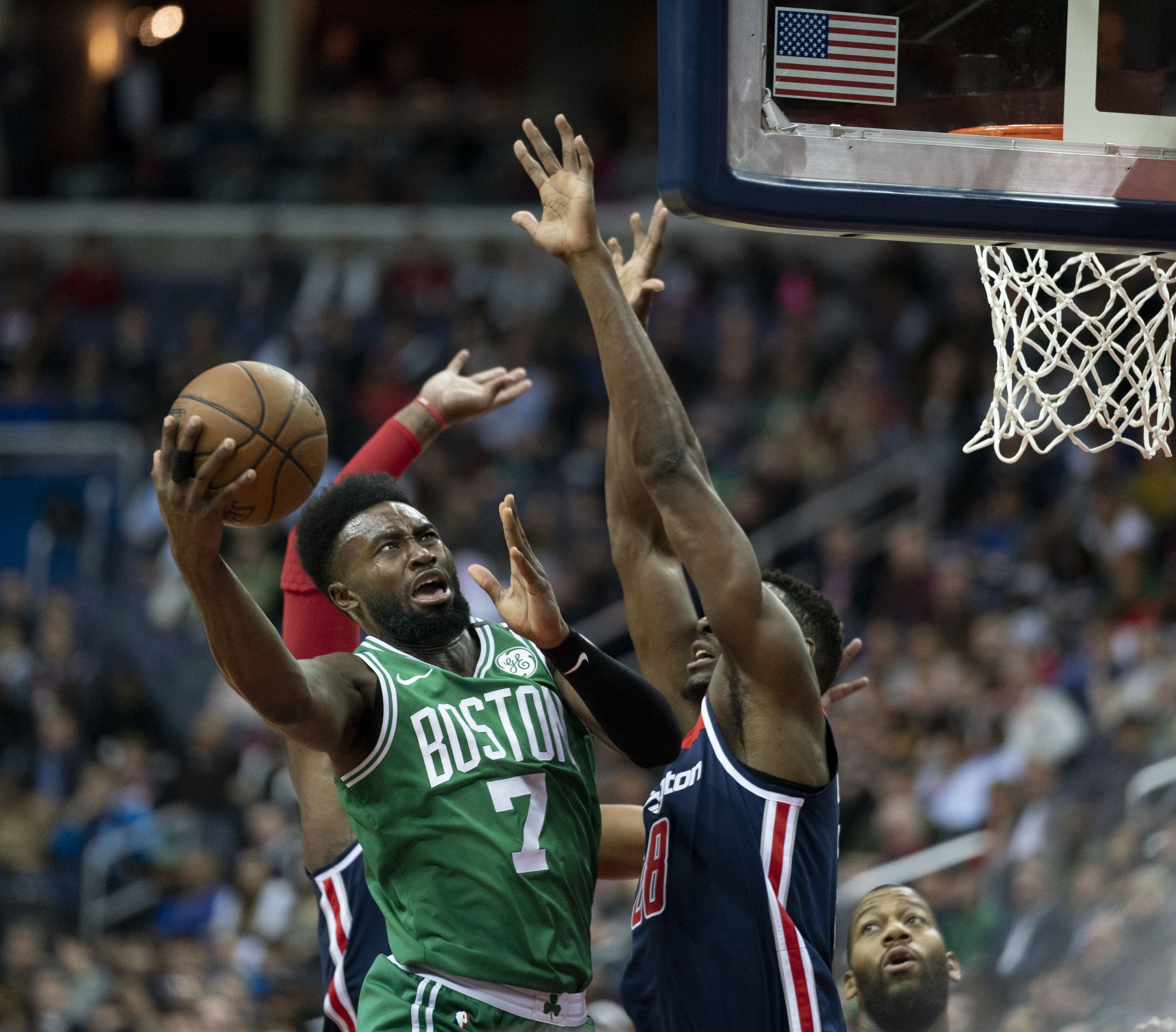
Brown atuando pelos Celtics em 2018

Em 23 de junho de 2016, Brown foi selecionado pelo Boston Celtics com a terceira escolha geral no Draft de 2016. Em 27 de julho, ele assinou seu contrato com os Celtics, depois de ter médias de 16,0 pontos, 6,2 rebotes e 2,3 roubos de bola em seis jogos da Summer League.
Ele fez sua estréia pelos Celtics em 26 de outubro contra o Brooklyn Nets, marcando nove pontos e dando dois tocos em 19 minutos de jogo. Em seu primeiro jogo como titular na carreira, Brown marcou 19 pontos na derrota por 128-122 para o Cleveland Cavaliers.
Brown ajudou os Celtics a serem o primeiro colocado na Conferência Leste, antes de ajudá-los a avançar para as finais da Conferência Leste, onde foram derrotados pelos Cavaliers em cinco jogos.
Brown teve uma temporada produtiva como novato, com seu papel vindo do banco se desenvolvendo com o passar do ano. Ele jogou em 78 jogos durante a temporada regular, sendo titular em 20 partidas. Ele teve uma média de 17,2 minutos, 6,6 pontos, 2,8 rebotes e 0,8 assistências. No final da temporada, ele foi nomeado para o Segundo-Time de Novatos.

#### Temporada de 2017–18: Segundo ano
Na abertura da temporada de 2017–18 dos Celtics contra os Cavaliers em 17 de outubro de 2017, Brown marcou 25 pontos em uma derrota por 102-99. Em 18 de novembro, ele fez 27 pontos e ajudou os Celtics a vencer o 15o. Jogo seguido com uma vitória por 110-99 sobre o Atlanta Hawks.
Em 13 de dezembro, ele fez 26 pontos contra o Denver Nuggets. Brown perdeu duas semanas em março de 2018 por causa de uma concussão. Em 6 de abril de 2018, ele fez 32 pontos em uma vitória por 111-104 sobre o Chicago Bulls.
No segundo jogo da primeira rodada dos playoffs contra o Milwaukee Bucks, Brown teve 30 pontos e ajudou Boston a levar uma vantagem de 2-0 com uma vitória por 120-106. Aos 21 anos, Brown se tornou o jogador mais jovem da história dos Celtics a marcar 30 ou mais pontos em um jogo de playoff. No jogo 4, Brown marcou 34 pontos em uma derrota por 104-102. Os Celtics ganharam a série em sete jogos, mas Brown acabou ficando de fora da segunda rodada devido a uma lesão na coxa direita.
Ele retornou à ação no Jogo 2 contra o Philadelphia 76ers, marcando 13 pontos em uma vitória por 108-103, ajudando os Celtics a levar uma vantagem de 2-0. No Jogo 5, Brown marcou 24 pontos em uma vitória por 114-112 que encerrou a série. No Jogo 6 das finais da Conferência Leste, Brown marcou 27 pontos em uma derrota por 109-99 para o Cavaliers.

#### Temporada de 2018–19: Problemas
Brown foi muito criticado no começo da temporada, com o Boston Globe criticando-o por errar muitos arremessos e por uma "falta de foco e disciplina". Depois que os Celtics inesperadamente começaram a temporada com 10 vitórias e 10 derrotas, Jackie MacMullan, da ESPN, escreveu que "ninguém decepcionou [nos Celtics] mais do que Brown".
Em 6 de dezembro, Brown retornou após perder três jogos com uma lesão nas costas e marcou 21 pontos na vitória por 128-100 sobre o New York Knicks. Dois dias depois, ele marcou 23 pontos em uma vitória por 133-77 sobre o Chicago Bulls. Em 31 de dezembro, ele marcou 30 pontos em uma derrota por 120-111 para o San Antonio Spurs.

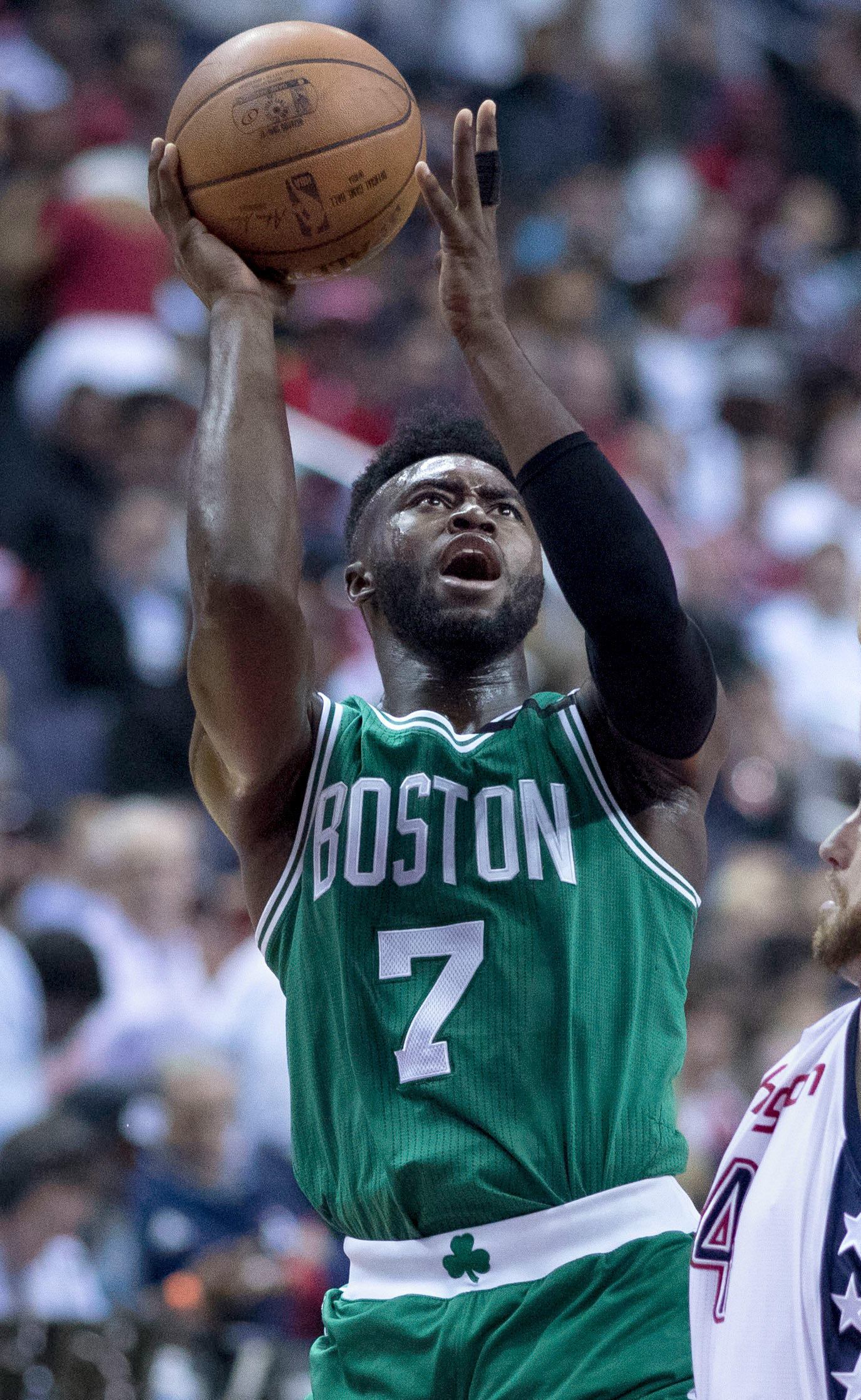
Jaylen em 2017.

#### Temporada de 2019–20: Ascensão
Brown assinou uma extensão de contrato de 4 anos e $ 115 milhões com os Celtics. Ele empatou seu recorde de carreira de 34 pontos contra o Cleveland Cavaliers em 28 de dezembro de 2019. Em janeiro, ele perdeu por pouco de ser selecionado para o All-Star Game da NBA de 2020.
Na pós-temporada, os Celtics avançaram para as finais da Conferência Leste pela terceira vez nos quatro anos de Brown na NBA, após vitórias na série sobre o Philadelphia 76ers e o Toronto Raptors em quatro e sete jogos, respectivamente. No entanto, Boston foi eliminado pelo Miami Heat em seis jogos.
Ele encerrou a temporada com as maiores médias de pontos (20,3), rebotes (6,4), assistências (2,1) e percentual de acertos de cestas de três pontos (38,2%).

#### Temporada de 2020–21: Primeiro All-Star Game
Em 30 de dezembro de 2020, Brown marcou 42 pontos, o recorde de sua carreira, junto com cinco rebotes e quatro assistências na vitória por 126-107 sobre o Memphis Grizzlies.
Em 18 de fevereiro de 2021, Brown foi anunciado como um dos participantes do All-Star Game da NBA de 2021.
Em 15 de abril, Brown marcou 40 pontos na vitória por 121–113 sobre o Los Angeles Lakers. A melhor temporada da carreira de Brown terminou com quatro jogos da temporada regular restantes, já que ele teve que se submeter a uma cirurgia no pulso para uma ruptura do ligamento escapolunato do pulso esquerdo.

#### Temporada 2021-22: Primeira aparição nas finais da NBA
Em 20 de outubro de 2021, na abertura da temporada dos Celtics, Brown anotou 46 pontos em uma derrota por 138 a 134 na prorrogação para o New York Knicks, enquanto também estabeleceu um recorde de pontos da franquia em uma noite de abertura. Em 2 de janeiro de 2022, ele superou esse recorde da carreira, marcando 50 pontos em uma vitória por 116 a 111 na prorrogação sobre o Orlando Magic. Em 8 de janeiro, Brown registrou seu primeiro triplo-duplo da carreira com 22 pontos, 11 rebotes e 11 assistências na vitória por 99 a 75 sobre os Knicks. Em 18 de março, em uma vitória por 126-97 sobre o Sacramento Kings, Brown e Jayson Tatum marcaram pelo menos 30 pontos cada no mesmo jogo pela quarta vez na temporada e oito no geral, empatando o recorde de mais jogos do tipo com Larry Bird e Kevin McHale que também anotaram quatro desses jogos na temporada de 1986-87. No jogo seguinte, na vitória por 124 a 104 sobre o Denver Nuggets, Brown e Tatum quebraram o recorde ao marcarem 30 pontos com mais de 60% de aproveitamento nos arremessos de quadra.
Em 3 de maio, no Jogo 2 das semifinais da Conferência Leste, Brown marcou 25 de seus 30 pontos no primeiro tempo na vitória por 109 a 86 sobre o atual campeão Milwaukee Bucks. Quatro dias depois, ele registrou 27 pontos e 12 rebotes na derrota por 103 a 101 no Jogo 3. Em 21 de maio, no Jogo 3 das finais da Conferência Leste, Brown marcou 40 pontos em uma derrota por 109 a 103 contra o Miami Heat. No Jogo 7 da série, ele teve 24 pontos, 6 rebotes e 6 assistências na vitória por 100 a 96 sobre o Heat, avançando para as finais da NBA pela primeira vez em sua carreira e a primeira dos Celtics desde 2010. No Jogo 1 das finais, Brown registrou 24 pontos, sete rebotes e cinco assistências na vitória por 120 a 108 sobre o Golden State Warriors. No Jogo 3 das finais, ele teve 27 pontos, nove rebotes e cinco assistências na vitória por 116 a 100 sobre os Warriors e assumiu a liderança da série por 2 a 1. Boston perderia para os Warriors em seis jogos, apesar dos 34 pontos de Brown na derrota por 103 a 90 no Jogo 6.

#### Temporada 2022-23: Primeira seleção da NBA
Em 2 de dezembro de 2022, Brown teve 37 pontos e 14 rebotes na derrota por 120 a 116 na prorrogação contra o Miami Heat. Em 13 de dezembro, ele registrou 25 pontos, 15 rebotes e 3 roubos de bola na vitória por 122 a 118 na prorrogação sobre o Los Angeles Lakers. Em 25 de dezembro, Brown teve 29 pontos na vitória por 139 a 118 contra o Milwaukee Bucks. Ele e Jayson Tatum (41 pontos) combinaram para 70 pontos em um jogo pela oitava vez em suas carreiras.
Em 11 de janeiro de 2023, Brown teve 41 pontos e 12 rebotes na vitória por 125 a 114 sobre o New Orleans Pelicans. Foi o quinto jogo de 40 pontos na carreira de Brown e a 10ª vez que Brown e Tatum (31 pontos) combinaram para marcar 70+ pontos.
Em 2 de fevereiro de 2023, Brown foi nomeado para seu segundo All-Star Game da NBA.
Em 6 de março, ele quase registrou um triplo-duplo com 32 pontos, 13 rebotes e 9 assistências em uma derrota por 118-114 na prorrogação contra o Cleveland Cavaliers. Em 13 de março, ele marcou 43 pontos em uma derrota por 111-109 contra o Houston Rockets. Em 26 de março, Brown registrou 41 pontos e 13 rebotes na vitória por 137 a 93 sobre o San Antonio Spurs.
No Jogo 1 da primeira rodada da Conferência Leste contra o Atlanta Hawks, ele teve 29 pontos e 12 rebotes na vitória por 112 a 99. No Jogo 4, ele e Tatum marcaram 31 pontos, levando a equipe a uma vitória por 129 a 121. No Jogo 3 das semifinais da Conferência Leste contra o Philadelphia 76ers, Brown e Tatum combinaram para 50 pontos em uma vitória por 114-102. Os Celtics chegaram às finais da Conferência Leste, onde perderam para o Miami Heat em sete jogos.

#### Temporada 2023-24: Título da NBA e MVP das Finais
Em 25 de julho de 2023, Brown assinou uma extensão de contrato de cinco anos no valor de até US$304 milhões, superando a extensão de US$276 milhões de Nikola Jokić como o maior contrato da história da NBA. Brown se tornou elegível para a extensão de "supermax" após ser escolhido para a Segunda Equipe da All-NBA Team na temporada de 2022-23.
Em 22 de janeiro de 2024, Brown registrou seu terceiro triplo-duplo da carreira com 13 pontos, 11 rebotes, 10 assistências e três roubadas de bola em uma vitória de 116-107 sobre o Houston Rockets. Em 1º de fevereiro, ele foi nomeado para seu terceiro All-Star Game como reserva da Conferência Leste. Em 7 de março, Brown marcou um recorde da temporada de 41 pontos em uma derrota de 115-109 para o Denver Nuggets. Mais tarde naquele mês, ele afirmou que a temporada de 2023-24 tinha sido a melhor de sua carreira. Em 7 de abril, Brown alcançou 10.000 pontos na carreira ao marcar 26 pontos em uma vitória de 124-107 sobre o Portland Trail Blazers.
No Jogo 1 das Finais da Conferência Leste contra o Indiana Pacers, Brown registrou 26 pontos, sete rebotes e cinco assistências, além de um crucial arremesso de três pontos que levou o jogo à prorrogação em uma vitória de 133-128. No Jogo 2, Brown igualou seu recorde pessoal em playoffs com 40 pontos durante uma vitória de 126-110. Os Celtics varreram os Pacers em quatro jogos e Brown foi nomeado MVP das Finais da Conferência Leste com médias de 29,8 pontos, 5,0 rebotes, 3,0 assistências e 2,0 roubadas de bola.
Durante o Jogo 1 das Finais da NBA de 2024, Brown teve 22 pontos, seis rebotes, três bloqueios, três roubadas de bola e duas assistências em uma vitória de 107-89 sobre o Dallas Mavericks. No Jogo 3, ele registrou 30 pontos, oito rebotes e oito assistências em uma vitória de 106-99. Brown se tornou o segundo jogador dos Celtics a registrar mais de 30 pontos, 8 rebotes e 8 assistências em um jogo das Finais da NBA, juntando-se a John Havlicek em 1968. Brown e Jayson Tatum se tornaram a primeira dupla do Celtics a registrar pelo menos 30 pontos, 5 rebotes e 5 assistências em um jogo das Finais da NBA. Eles também estabeleceram o recorde de mais jogos com 25+ pontos por uma dupla do Celtics na história dos playoffs, superando Larry Bird e Kevin McHale. Os Celtics venceram a série em cinco jogos e Brown foi nomeado MVP das Finais após ter médias de 20,8 pontos, 5,4 rebotes e 5,0 assistências.

## Estatísticas da carreira

### NBA
|   | Recorde da NBA |
| † | Campeão da NBA |
|   | Líder da Liga  |

#### Temporada regular
| Ano      | Equipe   | PJ  | PT  | MPJ  | AP   | 3P   | LL   | RT  | AS  | BR  | TO | PPJ  |
| -------- | -------- | --- | --- | ---- | ---- | ---- | ---- | --- | --- | --- | -- | ---- |
| 2016–17  | Boston   | 78  | 20  | 17.2 | .454 | .341 | .685 | 2.8 | .8  | .4  | .2 | 6.6  |
| 2017–18  | Boston   | 70  | 70  | 30.7 | .465 | .395 | .644 | 4.9 | 1.6 | 1.0 | .4 | 14.5 |
| 2018–19  | Boston   | 74  | 25  | 25.9 | .465 | .344 | .658 | 4.2 | 1.4 | .9  | .4 | 13.0 |
| 2019–20  | Boston   | 57  | 57  | 33.9 | .481 | .382 | .724 | 6.4 | 2.1 | 1.1 | .4 | 20.3 |
| 2020–21  | Boston   | 58  | 58  | 34.5 | .484 | .397 | .764 | 6.0 | 3.4 | 1.2 | .6 | 24.7 |
| 2021–22  | Boston   | 66  | 66  | 33.6 | .473 | .358 | .758 | 6.1 | 3.5 | 1.1 | .3 | 23.6 |
| 2022–23  | Boston   | 67  | 67  | 35.9 | .491 | .335 | .765 | 6.9 | 3.5 | 1.1 | .4 | 26.6 |
| 2023–24  | Boston † | 70  | 70  | 33.5 | .499 | .354 | .703 | 5.5 | 3.6 | 1.2 | .5 | 23.0 |
| Carreira | Carreira | 540 | 433 | 30.2 | .480 | .364 | .720 | 5.3 | 2.4 | 1.0 | .4 | 18.6 |
| All-Star | All-Star | 3   | 0   | 24.6 | .629 | .452 | .333 | 9.0 | 3.0 | 1.7 | .0 | 31.0 |

#### Playoffs
|  | MVP das Finais |

| Ano      | Equipe   | PJ  | PT  | MPJ  | AP   | 3P   | LL   | RT  | AS  | BR  | TO | PPJ  |
| -------- | -------- | --- | --- | ---- | ---- | ---- | ---- | --- | --- | --- | -- | ---- |
| 2017     | Boston   | 17  | 0   | 12.6 | .479 | .217 | .667 | 2.1 | .8  | .4  | .1 | 5.0  |
| 2018     | Boston   | 18  | 15  | 32.4 | .466 | .393 | .640 | 4.8 | 1.4 | .8  | .6 | 18.0 |
| 2019     | Boston   | 9   | 9   | 30.4 | .506 | .350 | .767 | 5.8 | 1.1 | .7  | .2 | 13.9 |
| 2020     | Boston   | 17  | 17  | 39.5 | .476 | .358 | .841 | 7.5 | 2.3 | 1.5 | .5 | 21.8 |
| 2022     | Boston   | 24  | 24  | 38.3 | .470 | .373 | .763 | 6.9 | 3.5 | 1.1 | .4 | 23.1 |
| 2023     | Boston   | 20  | 20  | 37.6 | .496 | .354 | .689 | 5.6 | 3.4 | 1.1 | .4 | 22.7 |
| 2024     | Boston † | 19  | 19  | 37.2 | .516 | .327 | .660 | 5.9 | 3.3 | 1.2 | .6 | 23.9 |
| Carreira | Carreira | 124 | 104 | 33.2 | .486 | .356 | .723 | 5.6 | 2.4 | 1.0 | .4 | 19.1 |

### Universitário
| Ano     | Equipe     | PJ | PT | MPJ  | AP   | 3P   | LL   | RT  | AS  | BR | TO | PPJ  |
| ------- | ---------- | -- | -- | ---- | ---- | ---- | ---- | --- | --- | -- | -- | ---- |
| 2015–16 | California | 34 | 34 | 27.6 | .431 | .294 | .654 | 5.4 | 2.0 | .8 | .6 | 14.6 |

Fonte:

## Prêmios e Homenagens
- NBA:
  - Campeão da NBA: 2024
  - NBA Finals Most Valuable Player (MVP das Finais): 2024;
  - NBA Eastern Conference Finals MVP: 2024
  - 4x NBA All-Star: 2021, 2023, 2024, 2025
  - All-NBA Team:
    - Segundo time: 2023

  - NBA All-Rookie Team:
    - Segundo time: 2017

## Vida pessoal
Brown é vegetariano e tem diversos interesses, incluindo aprender espanhol, estudar história, meditação e filosofia. Ele também é um grande fã de futebol. Muitos o descreveram como um atleta incomum, com muitas ambições além do basquete. Brown, que é afro-americano, reuniu uma equipe de assessoria principalmente afro-americana antes do Draft da NBA, mas não contratou um agente. Ele foi criticado por alguns como "esperto demais" para jogar na NBA. Esta crítica foi tomada por alguns como preconceito racial contra os afro-americanos.
O pai de Brown é Quenton M. Brown, um boxeador profissional, que é o Campeão Mundial de WBU de 2016 e membro do Conselho de Boxe do Estado do Havaí.
Brown fez críticas ao ex-presidente Donald Trump, dizendo que o personagem de Trump e alguns de seus valores o tornam inadequado para ser chefe de Estado dos Estados Unidos.
Brown tem um canal no YouTube, onde ele postou uma séries de vídeos em estilo documentário descrevendo sua vida durante a temporada e os treinos fora da temporada. O primeiro episódio, FCHWPO: Pawn to E4, foi postado em 31 de janeiro de 2017. O título do vídeo refere-se ao amor de Brown pelo xadrez. FCHWPO, que também é o Twitter e o Instagram de Brown, significa Faith, Consistency, Hard Work Pays Off.
Brown é o primo do cornerback do Denver Broncos, A.J. Bouye.